# 이사타운
이사타운(아랍어: مدينة عيسى 마디나트이사[*], 영어: Isa Town)은 바레인 북부에 위치한 도시로 인구는 40,810명(2010년 기준)이다. 행정 구역상으로는 중부주에 속한다. 도시 이름은 1961년부터 1999년까지 바레인의 아미르로 있던 이사 빈 살만 알할리파에서 유래된 이름이다.